# Aubigny-en-Plaine
Aubigny-en-Plaine és un municipi francès, situat al departament de la Costa d'Or i a la regió de Borgonya - Franc Comtat. L'any 2007 tenia 341 habitants.

## Demografia

### Població
El 2007 la població de fet d'Aubigny-en-Plaine era de 341 persones. Hi havia 132 famílies, de les quals 28 eren unipersonals (20 homes vivint sols i 8 dones vivint soles), 40 parelles sense fills, 52 parelles amb fills i 12 famílies monoparentals amb fills.
La població ha evolucionat segons el següent gràfic:
Habitants censats

### Habitatges
El 2007 hi havia 143 habitatges, 134 eren l'habitatge principal de la família, 4 eren segones residències i 5 estaven desocupats. 142 eren cases i 1 era un apartament. Dels 134 habitatges principals, 128 estaven ocupats pels seus propietaris, 5 estaven llogats i ocupats pels llogaters i 1 estava cedit a títol gratuït; 1 tenia dues cambres, 12 en tenien tres, 44 en tenien quatre i 77 en tenien cinc o més. 121 habitatges disposaven pel capbaix d'una plaça de pàrquing. A 46 habitatges hi havia un automòbil i a 82 n'hi havia dos o més.

### Piràmide de població
La piràmide de població per edats i sexe el 2009 era:
| Homes | Edats   | Dones |
| ----- | ------- | ----- |
| 0     | 95 o +  | 0     |
| 0     | 90 a 94 | 0     |
| 0     | 85 a 89 | 4     |
| 0     | 80 a 84 | 4     |
| 4     | 75 a 79 | 0     |
| 0     | 70 a 74 | 8     |
| 4     | 65 a 69 | 8     |
| 4     | 60 a 64 | 8     |
| 16    | 55 a 59 | 0     |
| 4     | 50 a 54 | 16    |
| 24    | 45 a 49 | 16    |
| 16    | 40 a 44 | 24    |
| 20    | 35 a 39 | 8     |
| 8     | 30 a 34 | 8     |
| 8     | 25 a 29 | 12    |
| 8     | 20 a 24 | 8     |
| 12    | 15 a 19 | 4     |
| 24    | 10 a 14 | 8     |
| 0     | 5 a 9   | 12    |
| 4     | 0 a 4   | 8     |

## Economia

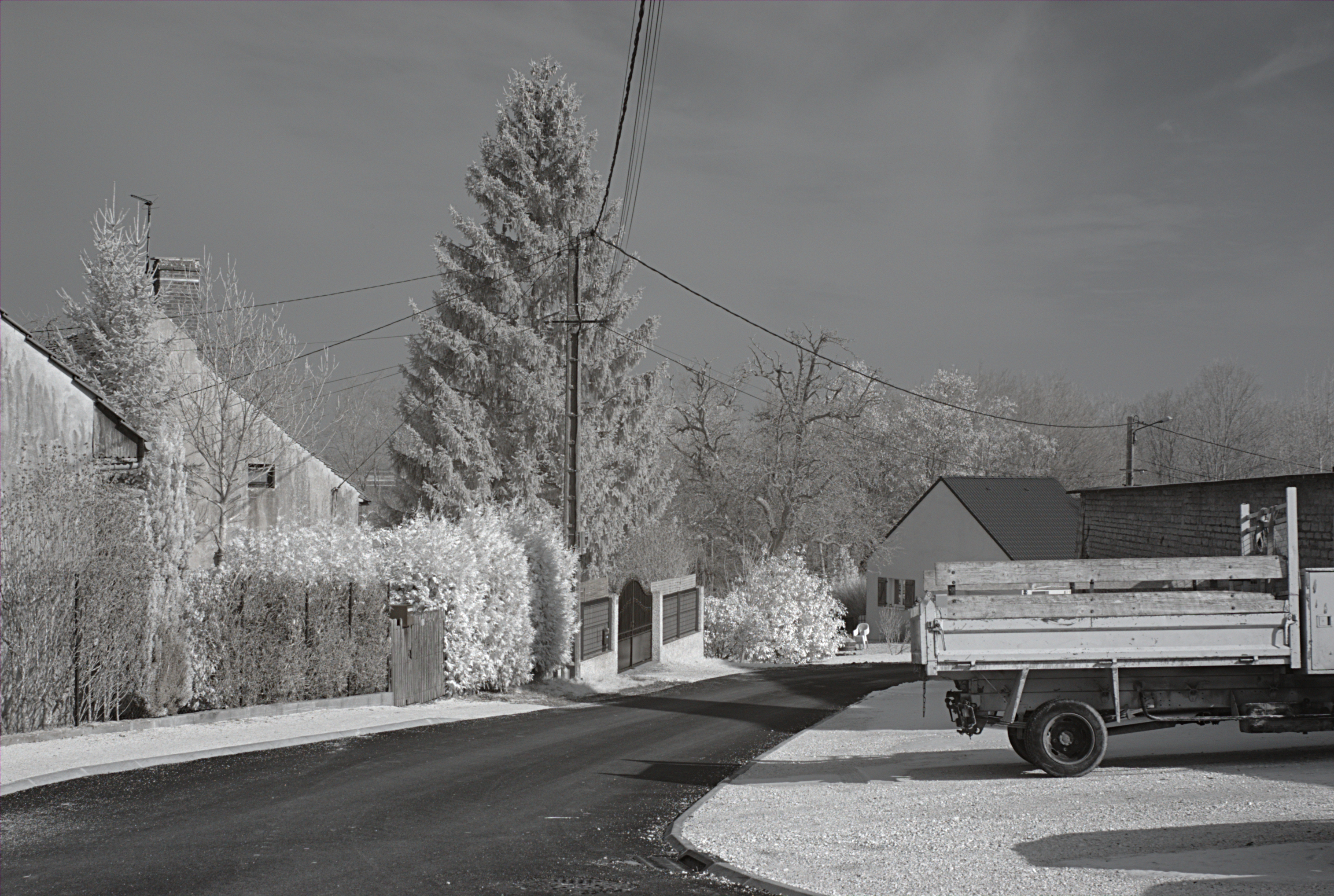
Carrer del Riu en infraroig

El 2007 la població en edat de treballar era de 245 persones, 199 eren actives i 46 eren inactives. De les 199 persones actives 186 estaven ocupades (102 homes i 84 dones) i 13 estaven aturades (5 homes i 8 dones). De les 46 persones inactives 17 estaven jubilades, 13 estaven estudiant i 16 estaven classificades com a «altres inactius».

### Ingressos
El 2009 a Aubigny-en-Plaine hi havia 142 unitats fiscals que integraven 367 persones, la mediana anual d'ingressos fiscals per persona era de 19.080 €.

### Activitats econòmiques
Dels 11 establiments que hi havia el 2007, 5 eren d'empreses de construcció, 2 d'empreses de comerç i reparació d'automòbils, 1 d'una empresa d'hostatgeria i restauració i 3 d'empreses de serveis.
Dels 5 establiments de servei als particulars que hi havia el 2009, 1 era un guixaire pintor, 2 fusteries, 1 lampisteria i 1 restaurant.
L'any 2000 a Aubigny-en-Plaine hi havia 4 explotacions agrícoles.

## Equipaments sanitaris i escolars
El 2009 hi havia una escola elemental integrada dins d'un grup escolar amb les comunes properes formant una escola dispersa.

## Poblacions més properes
El següent diagrama mostra les poblacions més properes.